# 古代米
古代米（こだいまい）とは、現代において栽培されるイネの品種のうち、「古代から栽培していた品種」「古代の野生種の形質を残した品種」として標榜されるものを指す言葉である。農学上の概念ではない。ただし、遺跡から出土した米の遺体をさして古代米と呼ぶこともあるが、前者とは別物である。
もっぱら販売上の宣伝文句として使用された用語であるため、古代米に属する品種の範囲は必ずしも明確でない。赤米・黒米・緑米のような色素米に限定して指すこともあり、香米を含めることもあり、また丈が高い・ノギが尖っているなど野生種的な形質を持つ品種まで大雑把に含めることもある。日本の在来品種や外来品種も流通しているが、1989年に農林水産省が音頭をとって推進した「スーパーライス計画」以降各地の農業試験場で生み出された育成品種も多い。このような近年作られた育成品種は古代そのままの米ではないため、在来品種のみが古代米であるとする主張もある。とはいえ在来品種が縄文・弥生時代そのままの品種であるという確証もない。
赤米に含まれるタンニン系の色素、黒米に含まれるアントシアニン系の色素、緑米に含まれるクロロフィル系の色素が健康に良いとして標榜される。さらに黒米はビタミンCや、銅・亜鉛・マンガン等のミネラルを多く含むためますます健康に良いと標榜される。香米には目立った効能は発見されていない。
他の雑穀と混合されて雑穀飯として食べられることが多いが、日本酒の原料とされたり、米粉として菓子やパン、麺などに使われることもある。
健康ブームやスローフードの流行により注目を集め、全国で古代米の栽培が進んでおり中には町おこし村おこしの一環として進められている地域もある。「古代へのロマン」が一番のセールスポイントとなるため、歴史的な遺跡などの観光地のある地域との親和性が高い。また古代米の生育力の高さを利用して、棚田など管理が困難な水田の維持に活用される事例もある。
海外では、ジャポニカ種（日本型、短粒種）インディカ種（インド型、長粒種）ジャバニカ種（ジャワ型、大粒種）の赤米、黒米、緑米をすべてWild riceとして売られているが、北米大陸の近縁種 (Z. aquatica，アメリカマコモ) の種子は古くから穀物として食用とされており、今日もワイルドライスの名で利用されている。